# Zala 421-08
Zala 421-08 – bezzałogowy statek powietrzny (UAV – Unmanned Aerial Vehicle) opracowany przez firmę Zala Aero Group na potrzeby Sił Zbrojnych Federacji Rosyjskiej. W zależności od przenoszonego wyposażenia może być użyty do zadań rozpoznawczych lub kierowania ogniem artylerii.

## Historia
Dron Zala 421-08 został opracowany przez firmę Zala Aero z siedzibą w Iżewsku, która jest częścią grupy koncernu Kałasznikow. Pierwsza publiczna prezentacja nowej konstrukcji miała miejsce w 2006 r. podczas X Międzynarodowego Forum Państwowych Środków Bezpieczeństwa „INTERPOLITEX-2006”. Jesienią 2006 r. pierwsze egzemplarze zostały przekazane do testów w Centrum Lotniczym Ministerstwa Spraw Wewnętrznych Rosji. W 2007 r. dron został zwycięzcą przetargu ogłoszonego przez służbę graniczną FSB Rosji. W 2008 r. dron przeszedł pomyślnie testy, obejmujące m.in. loty w warunkach polarnych. W ich ramach drony wykonały dziesięć lotów w warunkach dnia polarnego wzdłuż Północnej Drogi Morskiej. W 2009 r. Zala 421-08 został wyposażony w nową stabilizowaną kamerę umożliwiającą obserwację celu zarówno w momencie dolotu do niego, jak i w momencie oddalania się od niego. Ta wersja otrzymała oznaczenie Zala 421-08M.
Dwa egzemplarze drona zostały wykorzystane podczas rosyjsko-białoruskich ćwiczeń „Tarcza Związku – 2011”. Do końca 2013 r. zbudowano ok. 400 egzemplarzy drona. Oficjalnie dron został przyjęty na wyposażenie armii rosyjskiej i FSB w styczniu 2014 r.
Dron stanowi element zestawu, w skład którego wchodzą dwa UAV, kompaktowa stacja kontrolna, dwa zapasowe komplety baterii oraz plecak do przenoszenia. Masa całego zestawu to ok. 8 kg. System jest przeznaczony do użytku na pierwszej linii działań bojowych, z zastosowaniem do obserwacji celów lądowych i morskich. Zala 421-08 umożliwia przekazywanie obrazów w czasie rzeczywistym oraz nagrywanie filmów o rozdzielczości 720 × 576 i w formacie MPEG-2. Ze względu na niewielkie rozmiary i zastosowanie silnika elektrycznego, dron jest uważany za trudny do wykrycia. Naziemne stanowisko kontroli umożliwia jednoczesne sterowanie kilkoma UAV, zapis odbieranego sygnału wideo, monitorowanie położenia drona i przesyłanie sygnału do współpracujących systemów walki elektronicznej.
Trasa lotu jest wgrywana do autopilota przed startem, ale operator może wprowadzać w nim zmiany, włącznie z całkowitą aktualizacją zadania lotu na dowolnym etapie lotu. Autopilot przesyła do stacji kontrolnej w czasie rzeczywistym kanałem radiowym informacje, tj.: współrzędne GPS, stan baterii, prędkość lotu, prędkość wiatru i wysokość lotu nad powierzchnią gruntu względem punktu startu. W przypadku naruszenia kanału transmisji autopilot automatycznie przeprowadza procedurę powrotu UAV do punktu startu.

## Użycie bojowe
Dron został wykorzystany w rejonie Donbasu. 29 czerwca 2014 r. nad obozem ukraińskich sił zbrojnych został zestrzelony jeden egzemplarz. Również podczas agresji Rosji na Ukrainę drony Zala 421-08 zostały wykorzystane bojowo.

## Konstrukcja
Dron jest zbudowany w układzie latającego skrzydła i został wykonany całkowicie z materiałów kompozytowych. Elektryczny silnik napędza dwułopatowe śmigło ciągnące. Start odbywa się z ręki operatora lub katapulty pneumatycznej, lądowanie z wykorzystaniem spadochronu. Wodoodporna konstrukcja umożliwia również wodowanie drona przy lądowaniu. W wersji morskiej lądowanie drona odbywa się za pomocą systemu haków i sieci rozciągniętej nad pokładem statku.
Zala 421-08 jest zdolny do wykonywania lotów w trybie półautomatycznym lub automatycznym (jest wyposażony w system automatycznego sterowania „Wostok 228”). Dron możne być wyposażony w kamerę wideo, kamerę pracującą w paśmie podczerwieni oraz aparat fotograficzny o rozdzielczości 10 megapikseli. Dla ułatwienia obserwacji położenia drona jest on wyposażony w ledowe światła pozycyjne. Dron może wykonywać loty w temperaturze do -50 °C oraz przy silnych wiatrach. Konstrukcja została dopracowana tak, aby umożliwiała przeprowadzanie konserwacji i napraw przez operatorów, bez korzystania ze specjalistycznego serwisu.